# Cody Thornton
Cody Thornton (* 16. Juli 1986 in Embro, Ontario) ist ein kanadischer Eishockeyspieler, der zuletzt beim EV Landshut in der Eishockey-Oberliga auf der Position des rechten Flügelstürmers spielte. Sein Onkel Joe Thornton ist ebenfalls professioneller Eishockeyspieler.

## Karriere
Thornton spielte von 2002 bis 2007 insgesamt fünf Spielzeiten in der Ontario Hockey League, zunächst für die Belleville Bulls und anschließend für die Sault Ste. Marie Greyhounds, bei denen er in der Saison 2006/07 mit 76 Punkten zweitbester Scorer war und das Playoff-Halbfinale erreichte.
In den folgenden drei Jahren spielte er an der Saint Mary’s University Halifax in der kanadischen Universitätsmeisterschaft, ehe er 2010 nach Deutschland wechselte und sich dem Zweitligisten Landshut Cannibals anschloss.

## Karrierestatistik
(Legende zur Spielerstatistik: Sp oder GP = absolvierte Spiele; T oder G = erzielte Tore; V oder A = erzielte Assists; Pkt oder Pts = erzielte Scorerpunkte; SM oder PIM = erhaltene Strafminuten; +/− = Plus/Minus-Bilanz; PP = erzielte Überzahltore; SH = erzielte Unterzahltore; GW = erzielte Siegtore; 1 Play-downs/Relegation; Kursiv: Statistik nicht vollständig)